# Bundesverkehrswegeplan 2030

Laufende und fest disponierte Projekte sowie der vordringliche Bedarf bei Autobahnen im Bundesverkehrswegeplan 2030

Der Bundesverkehrswegeplan 2030 (BVWP 2030), bis März 2016 als Bundesverkehrswegeplan 2015 (BVWP 2015) bezeichnet, ist die geltende Fassung des Bundesverkehrswegeplans, des zentralen verkehrsübergreifenden Planungsinstruments der Bundesregierung für die Verkehrspolitik.
Das Bundesministerium für Verkehr und digitale Infrastruktur hat den Plan erarbeitet und dazu gemäß § 14b in Verbindung mit Anlage 3 Nummer 1.1 des Gesetzes über die Umweltverträglichkeitsprüfung eine Strategische Umweltprüfung (SUP) durchgeführt. Die Öffentlichkeitsbeteiligung fand vom 21. März bis 2. Mai 2016 statt. Das Bundeskabinett hat den Bundesverkehrswegeplan 2030 am 3. August 2016 beschlossen. Auf Grundlage der Projektlisten des Bundesverkehrswegeplans 2030 wurden die Bedarfspläne für die Bundesfernstraßen, die Bundeswasserstraßen und die Bundesschienenwege erstellt. Sie traten als Anlagen der dazugehörigen Ausbaugesetze Ende 2016 in Kraft.
Der Bundesverkehrswegeplan 2030 ersetzte 2016 den 2003 beschlossenen Bundesverkehrswegeplan 2003 und soll bis 2030 gelten. Die Erarbeitung des Werks verzögerte sich mehrfach. Für die Öffentlichkeitsbeteiligung wurde ein Referentenentwurf vorgelegt.
Zur Umsetzung des Bedarfsplans wurden 2020 insgesamt 1,385 Milliarden Euro verausgabt. In den beiden Vorjahren waren es jeweils 1,53 Milliarden Euro gewesen.
Im August 2021 wurde angekündigt, dass nach einer tragfähigen volkswirtschaftlichen Bewertung insgesamt 181 Infrastrukturmaßnahmen des Deutschlandtakts, mit einem Gesamtumfang von 48 Milliarden Euro, in den „vordringlichen Bedarf“ des Bundesverkehrswegeplans aufrücken.

## Name
Bei den bisherigen Bundesverkehrswegeplänen wurde das Jahr der Verabschiedung im Namen geführt. Hier war zunächst 2015 vorgesehen, was sich schlussendlich insbesondere durch die neuartige starke Beteiligung der Bundesländer und der Bevölkerung bis 2016 verzögerte. Mit Veröffentlichung des Referentenentwurfs schwenkte man erstmals auf das Jahr der Gültigkeitsdauer 2030 als Namensbestandteil um.

## Politische Ziele
Der Koalitionsvertrag zwischen CDU, CSU und FDP für die 17. Legislaturperiode enthielt die Absichtserklärung, vorbereitend für den nächsten BVWP eine neue Grundkonzeption zu erarbeiten. Im Lichte des Koalitionsvertrages für die 18. Wahlperiode sollte die Grundkonzeption nochmals überarbeitet werden. In ihrem Koalitionsvertrag für die 18. Legislaturperiode vereinbarten CDU, CSU und SPD für den BVWP 2030 folgende Ziele:
- Für besonders dringende und schnell umzusetzende überregional bedeutsame Vorhaben soll sowohl im BVWP als auch in den Ausbaugesetzen für die Verkehrsträger Schiene, Straße und Wasserstraße ein „nationales Prioritätenkonzept“ definiert werden.
- In diese Projekte sollen künftig als Zielgröße 80 Prozent der Mittel für den Neu- und Ausbau fließen. Dazu gehören der Ausbau hoch belasteter Knoten, Seehafenhinterlandanbindungen und Hauptachsen, die Schließung wichtiger überregional bedeutsamer Netzlücken sowie die Einbindung transeuropäischer und in völkerrechtlichen Verträgen vereinbarter Verkehrsachsen.
- Für die Verkehrsinfrastruktur des Bundes soll eine verlässliche Finanzierungsgrundlage geschaffen werden.
- Im Laufe der Legislaturperiode sollen die Bundesmittel für Verkehrsinfrastruktur substanziell erhöht werden. Fünf Milliarden Euro Bundesmittel sollen in die Verkehrsinfrastruktur fließen.

Die Aufstellung des Bundesverkehrswegeplans 2030 war von den folgenden fünf wesentlichen Eckpunkten geprägt:
Klare Finanzierungsperspektive
Es wurde eine zeitliche Abstimmung zwischen der Bereitstellung der notwendigen Finanzmittel und den aufgeführten Projekten vorgenommen, sodass eine Umsetzung vordringlicher Maßnahmen bis 2030 ermöglicht wird.
Erhalt vor Aus- und Neubau
Etwa 70 % der geplanten Finanzmittel werden für den Erhalt der Infrastruktur verwendet (BVWP 2003 56 %).
Stärkung der Hauptachsen
Um die Leistungsfähigkeit des Gesamtverkehrsnetzes zu verbessern, sieht der BVWP 2030 eine Stärkung der Hauptachsen vor. So fließen etwa 87 % der geplanten Finanzmittel in Vorhaben, die überregional von Bedeutung sind.
Engpassbeseitigung
Wichtig ist zudem die Beseitigung von Engpässen auf Hauptverkehrsachsen. Dies betrifft etwa 2000 Kilometer Autobahn und rund 800 Kilometer Gleis.
Breite Öffentlichkeitsbeteiligung
Erstmals hatten interessierte Bürger die Gelegenheit, an der Ausarbeitung des BVWP teilzunehmen, indem sie beispielsweise eigene Projektvorschläge vorbrachten.

## Verfahrensablauf

### Zeitplan
Die Aufstellung des BVWP 2030 war anfangs mit folgenden fünf Phasen geplant worden:
1. Anfang 2011 bis Ende 2013: Konzeptphase zur Erstellung der Grundkonzeption und Überarbeitung der Bewertungsmethodik,
2. Anfang 2011 bis Ende 2013: Prognosephase zur Erstellung von Global- und Sektoralprognosen,
3. Ende 2011 bis Ende 2014: Bewertungsphase zur Erarbeitung von Netzmängelanalysen, der Projektdefinitionen und zur Erstellung der Umwelt-, Nutzen-Kosten- und städtebaulichen Bewertung,
4. Anfang 2011 bis Mitte 2015: Beteiligungsphase mit zeitlich differenzierter Einbindung der Ressorts, der Länder sowie der Öffentlichkeit durch Verbände und Bürger,
5. Anfang 2015 bis Anfang 2016: Beschlussphase für den Kabinettsbeschluss zum BVWP und für die Verabschiedung der Ausbaugesetze durch den Deutschen Bundestag.

Die Chronologie des weiteren Verlaufs zeigt, dass der ursprüngliche Zeitplan nicht eingehalten werden konnte.
- Januar 2014: Geplant war, die Beteiligungs- und Abstimmungsphase einschließlich der Mitwirkung der Öffentlichkeit bis Ende 2015 abzuschließen.[13]
- April 2014: Ein fertiger Entwurf sowie die Herbeiführung eines Kabinettsbeschlusses hierzu wurden für das zweite Halbjahr 2015 erwartet.[4]
- Februar 2015: Es war geplant, den ersten Referentenentwurf im Herbst 2015 dem öffentlichen Konsultationsverfahren zuzuführen.[14]
- September 2015: Der Referentenentwurf sollte Anfang November 2015 vorliegen.[15]
- November 2015: Der Termin wurde auf voraussichtlich Anfang Dezember 2015 verschoben.[16]
- Ende 2015: Mit einer Veröffentlichung wurde im Laufe des ersten Quartals 2016 gerechnet.[17] Es fehlte der Umweltbericht aus der strategischen Umweltprüfung, der zusammen mit dem Referentenentwurf veröffentlicht werden sollte.[18]
- Januar 2016: Der Zeitraum für die Vorlage der Unterlagen wurde vom Ministerium auf das erste Halbjahr 2016 erweitert.[19]
- Februar 2016: Die Veröffentlichung des BVWP wurde für Ende März 2016 angekündigt.[20][21]
- März 2016: für den Tag der Veröffentlichung des Referentenentwurfs wurde eine Sondersitzung des Verkehrsausschusses anberaumt.[22][23]

Der weitere zeitliche Ablauf ist nachfolgend dargestellt:
- 21. März 2016: Auslegungs-/Online-Veröffentlichungsbeginn[25] des Referentenentwurfs und des Umweltberichts
- 21. März 2016: Beginn der Öffentlichkeitsbeteiligung[26]
- 2. Mai 2016: Ende der Öffentlichkeitsbeteiligung[25]
- 3. August 2016: Kabinettsbeschluss[27][28][29]
- September 2016: Befassung des Bundesrats mit dem BVWP
- 22. September 2016: Erste Beratung der von der Bundesregierung eingebrachten Entwürfe im Plenum des Deutschen Bundestages[30]
  - eines Sechsten Gesetzes zur Änderung des Fernstraßenausbaugesetzes
  - eines Dritten Gesetzes zur Änderung des Bundesschienenwegeausbaugesetzes
  - eines Gesetzes über den Ausbau der Bundeswasserstraßen und zur Änderung des Bundeswasserstraßengesetzes
- 24.–26. Oktober 2016: Sondersitzungen des Verkehrsausschusses[31]
- 7.–9. November 2016: öffentliche Anhörungen[31]
- 30. November 2016: Abschlussberatungen und Verabschiedung im Verkehrsausschuss[31][32]
- 2. Dezember 2016: Abstimmung in 2. und 3. Lesung zu den Ausbaugesetzen im Bundestag[31][33]

Bei der Aufstellung des BVWP wurden für die einzelnen Verkehrsträger die folgenden durchschnittlichen Planungsdauern zugrunde gelegt:
- Schiene: 7 Jahre
- Straße
  - Linienbestimmungsverfahren: 18 Monate
  - Entwurfsplanung: 12 Monate
  - Planfeststellungsverfahren: 36 Monate
- Wasserstraße: Projektspezifische Abschätzung durch die Wasserstraßen- und Schifffahrtsverwaltung

### Projektanmeldungen
Vorschläge für Infrastrukturvorhaben der DB Netz AG konnten bis zum 30. September 2013 eingereicht werden. Vorschläge für Bundeswasserstraßen konnten bis zum 28. März 2013 beim Bundesverkehrsministerium eingereicht werden für Straßenprojekte konnten die Länder ihre Vorschläge bis Ende 2013 einreichen.

Ende Mai 2014 wurden die angemeldeten Projekte im Internet veröffentlicht. Den Neu- und Ausbau von Autobahnen und Bundesstraße betrafen etwa 1.500 Vorschläge, für Schienenprojekte gingen 1.000 Vorschläge ein und für den Ausbau der Binnenwasserstraßen gab es 46 Vorschläge.
| Bundesland             | neue zu un- tersuchende Vorhaben | laufende Vorhaben aus Bedarfs- plan 2004 |
| ---------------------- | -------------------------------- | ---------------------------------------- |
| Baden-Württemberg      | 154                              | 23                                       |
| Bayern                 | 325                              | 19                                       |
| Berlin                 | 2                                | 2                                        |
| Brandenburg            | 76                               | 9                                        |
| Bremen                 | 6                                | 2                                        |
| Hamburg                | 7                                | 3                                        |
| Hessen                 | 176                              | 13                                       |
| Mecklenburg-Vorpommern | 30                               | 5                                        |
| Niedersachsen          | 220                              | 15                                       |
| Nordrhein-Westfalen    | 317                              | 27                                       |
| Rheinland-Pfalz        | 87                               | 14                                       |
| Saarland               | 8                                | 1                                        |
| Sachsen                | 74                               | 7                                        |
| Sachsen-Anhalt         | 89                               | 6                                        |
| Schleswig-Holstein     | 22                               | 7                                        |
| Thüringen              | 110                              | 8                                        |
| Deutschland            | 1.703                            | 161                                      |

#### Projekte der Länder
Zum 5. September 2014 waren 1.864 Einzelprojekte angemeldet. 161 Vorhaben stammten aus dem Bedarfsplan 2004 und wurden direkt in den BVWP 2015 übernommen. Insgesamt wurden rund 2000 Projekte geprüft, von denen etwa 1000 in den Gesamtplan übernommen wurden. Die Straßenbauprojekte sind getrennt nach den Bundesländern aufgeführt und einzeln bewertet worden.
Anfang Oktober 2013 meldete die baden-württembergische Landesregierung 158 Fernstraßenbauvorhaben mit einem Kostenvolumen von 11,2 Milliarden Euro. Das Land nahm dabei eine Priorisierung vor, in die zu 40 Prozent der Verkehrsfluss einging, zu jeweils 15 Prozent berücksichtigt wurden Kosten, Wirkung auf den Menschen, die Wirkung auf die Umwelt sowie die Auswirkungen auf die Verkehrssicherheit.
Bayern hatte zum 12. März 2013 eine Liste mit 184 Projekten unterteilt in 398 Teilprojekte erstellt, die ein Streckennetz von 2.000 km mit einem geschätzten Finanzbedarf von 17 Milliarden Euro umfasste. Etwa die Hälfte dieses Streckennetzes betraf Erweiterungs- bzw. Neubauten (124 bzw. 274 Teilprojekte). Ausbaumaßnahmen bei Autobahnen (72 Teilprojekte) umfassten etwa 600 km und die 220 Ortsumfahrungen summierten sich auf etwa 700 km.

#### Schienenprojekte
Im Jahr 2013 konnten Bahn, Länder und auch Andere Projekte vorschlagen. Die ursprünglich 1.000 Vorschläge wurden durch Abzug von Duplikaten und bereits im Bezugsfall befindlichen Projekten auf 428 (Stand Feb. 2015) reduziert. Diese Projekte, darunter das 740-Meter-Netz, wurden anschließend bewertet.

### Bewertungsverfahren
Nach der Übermittlung der Projektanmeldungen an das BMVI wurden diese zunächst geprüft und nutzen-kosten-analytisch, raumordnerisch, städtebaulich bzw. umwelt- und naturschutzfachlich beurteilt. Zur realistischen Schätzung der Investitionskosten gab es das Instrument der Trassenplausiblitätsprüfung. Im Umweltbericht zum Referentenentwurf heißt es hierzu: „Dabei ist auch zu prüfen, ob die für die Projektbewertung und die Beurteilung der umwelt- und naturschutzfachlichen Wirkungen anzunehmende technische Ausgestaltung (Trassenverlauf, bautechnische Elemente wie Brücken, Tunnel, ggf. besondere Tierquerungshilfen) realistisch ist.“ Eine vollständige Prüfung war hier anzuwenden auf Raumordnungsverfahren (ROV) bzw. Linienbestimmungen, die noch nicht abgeschlossen waren. Waren diese bereits abgeschlossen, konnte eine reduzierte Prüfung erfolgen. Bei Projekten mit genehmigten Vorentwürfen (Gesehenvermerk erteilt), planfestgestellten Projekten oder laufenden Projekten war keine weitergehende Prüfung erforderlich.
Die Angaben aus den Projektanmeldungen wurden intern sowie durch externe Fachgutachter geprüft. Die Beurteilungsergebnisse bilden zusammen mit engpassbezogenen Analysen die Basis für die Entscheidung über die Aufnahme in den BVWP einschließlich der Dringlichkeitsstufe. Derzeit wurden für bestimmte Räume/Korridore eingehende Analysen durchgeführt, um sie für die BVWP-Untersuchungen vorzubereiten. Für die BVWP-Aufstellung wurde ein Projektinformationssystem installiert, das die Einzelprojekte im Internet darstellen soll. Die Veröffentlichung sollte die Untersuchungsergebnisse der angemeldeten Projekte sowie der untersuchten Alternativen einschließlich der Begründungen für die Auswahl oder die Abwahl von Alternativen umfassen.
Nachdem die Projektanmeldungen vorlagen, wurde als nächster 2014/2015 durchzuführender Verfahrensschritt die gutachterliche Bewertung festgelegt. Das BMVI formulierte hierfür drei Prioritäten für das weitere Bewertungsverfahren:
- Erhalt vor Neu- und Ausbau
- Aus- und Neubau wenn überregional bedeutsames Projekt
- Aus- und Neubau zum Zweck der Engpassbeseitigung auf Hauptachsen.

Im BVWP 2030 bilden überregional bedeutsame Projekte (darunter auch wichtige transeuropäische Achsen) einen Schwerpunkt.
Nach Abschluss der Projektanmeldungen im Februar 2015 rechnete man im Bundesverkehrsministerium mit der Durchführung der Kostenermittlung und Plausibilitätsprüfung bis Anfang April 2015. Die gesamtwirtschaftliche Bewertung und die Dringlichkeitseinstufungen sollten bis Frühherbst abgeschlossen sein. Die Projekte wurden durch externe Gutachter bewertet. Im September sagte Enak Ferlemann (CDU), der Parlamentarische Staatssekretär beim Bundesminister für Verkehr und digitale Infrastruktur, dass das Bewertungsverfahren im Oktober 2015 abgeschlossen werden sollte. In der zweiten Novemberwoche 2015 ließ seine Staatssekretärskollegin Dorothee Bär durchblicken, dass nicht jede Ortsumgehung und nicht jeder Autobahnausbau realisiert werden könne. Die vorhandene Verkehrsinfrastruktur müsse besser ausgelastet werden. Um dies zu erreichen, wurde vom Verkehrsministerium eine Mobilitätsdatenbank eingerichtet, mit Hilfe derer die Verkehrsinformationen und -daten zur Planung entsprechend gebündelt werden sollen.
Nach Mitteilung eines Ministeriumssprechers war im Dezember 2015 „die fachliche Prüfung und Bewertung der etwa 2000 angemeldeten Projekte für den neuen Bundesverkehrswegeplan […] im Wesentlichen abgeschlossen“.

### Referentenentwurf
Nachdem der Termin der Veröffentlichung vielfach verschoben worden war, wurde der erste Referentenentwurf am 16. März 2016 öffentlich gemacht. Hierzu wurde zunächst eine Sondersitzung des Verkehrsausschusses des Deutschen Bundestages anberaumt, bevor Verkehrsminister Dobrindt den Entwurf der Öffentlichkeit vorstellte.
Niedersachsen hatte 220 neue Fernstraßenprojekte angemeldet. Hinzu kommen 15 laufende Vorhaben aus dem Bedarfsplan 2004. Diese 15 sowie weitere 63 Projekte wurden in den vordringlichen Bedarf aufgenommen. Niedersachsens Anteil an den hierfür vorgesehenen Finanzmitteln beträgt 12,3 Prozent. Dies entspricht 8,3 Milliarden Euro. Damit hat das Land seinen Anteil von 8 Prozent der Finanzmittel aus dem BVWP 2003 deutlich ausbauen können.

### Strategische Umweltprüfung und Beteiligungsverfahren
Im Februar 2015 lief die Erarbeitung eines Konzeptes für die Behörden- und Öffentlichkeitsbeteiligung im Rahmen der strategischen Umweltprüfung, um den Anforderungen des Gesetzes über die Umweltverträglichkeitsprüfung (UVPG) gerecht zu werden. Im August 2015 war das Beteiligungsverfahren abgeschlossen, mit dem der Untersuchungsrahmen für die strategische Umweltprüfung festgelegt wurde. Das Verfahren soll vorwiegend online abgewickelt werden. Die Länder haben ihre Unterstützung für das Auslegeverfahren und die Bereitstellung geeigneter Orte zugesichert. Ein externer Dienstleister wurde vom BMVI mit der Durchführung beauftragt. Alle Interessierten konnten während dieses Verfahrens online oder schriftlich zum Entwurf des BVWP 2015 Stellung nehmen.
Im Rahmen des weiteren Beteiligungsverfahrens sollten der Referentenentwurf und der Umweltbericht zum BVWP (nach § 14 g UVPG) zur Verfügung gestellt werden. Erörterungstermine und Bürgerdialoge waren als Beteiligungsformen nicht vorgesehen.
Am 1. Dezember 2015 wurde dem Ausschuss für Verkehr und digitale Infrastruktur von Verkehrsminister Dobrindt mitgeteilt, dass die strategische Umweltprüfung noch „einige Wochen in Anspruch nehmen“ werde. Als Ergebnis wird ein Umweltbericht erstellt. Die Veröffentlichung des Umweltberichts und Referentenentwurfs sind Voraussetzung für die Einleitung des Verfahrens zur Bürgerbeteiligung.
Diese als Konsultationsverfahren bezeichnete Phase dauerte sechs Wochen. In diesem Zeitraum standen die Unterlagen in Papierform und im Internet zur Einsicht und Stellungnahme zur Verfügung. Während Enak Ferlemann, der Parlamentarische Staatssekretär beim Bundesminister für Verkehr und digitale Infrastruktur, mit etwa 10.000 Zuschriften rechnete, erwarteten die Opposition sowie die Vertreter aus den Branchen bis zu 200.000. Alle Einsendungen werden zusammenfassend in einem Bericht behandelt, der die Grundlage für etwaige Änderungen am Entwurf des BVWP bildet. Ursprünglich sollte das Verfahren in der zweiten Jahreshälfte 2015 durchgeführt und abgeschlossen werden. Im Dezember 2015 war es zunächst auf unbestimmte Zeit verschoben. Mitte Januar 2016 gab das Ministerium das erste Halbjahr 2016 als neuen Zeitraum hierfür vor.
Die Auslegung begann am 21. März und endete am 2. Mai 2016. Neben der Auslegung an festgelegten Orten hatte das BMVI für den Zeitraum der Öffentlichkeitsbeteiligung den Entwurf online unter „www.bvwp2030.de“ zugänglich gemacht. In einigen Ländern waren zusätzliche Informationsveranstaltungen geplant: in Baden-Württemberg z. B. eine zu den Eisenbahnbauprojekten und zwei zu den Straßenbauprojekten. Hatten sich bis Ende März 2016 mehrere hundert Bürger beteiligt, stieg die Zahl der Einwendungen bis zum 8. April auf mehr als 2.000. Die Gesamtzahl der Stellungnahmen wurde mit rund 40.000 beziffert, die je zur Hälfte online und per Post abgegeben wurden. Diese führten zu einer Überarbeitung von rund 100 Projekten.
Die Bewertungen zu den Straßen-, Schienen- und Wasserstraßenprojekte sowie Alternativvorschläge werden online über ein hierfür entwickeltes Projektinformationssystem (PRINS) zugänglich gemacht. Es sind nicht alle Vorschläge und Alternativen abrufbar und es werden auch Projekte dargestellt, die nicht im BVWP 2030 enthalten sind. Maßgebend ist der Kabinettsbeschluss des BVWP 2030 vom 3. August 2016.

### Kabinettsentwurf
Im Februar 2015 ging man im Bundesverkehrsministerium davon aus, dass der Kabinettsentwurf bis Ende 2015 vorliegen könnte. Im September 2015 war klar, dass der Dezember als der bisherige Termin für den Kabinettsentwurf nicht mehr haltbar ist und dieser frühestens im Frühjahr 2016 vorliegen wird. Mitte November korrigierten die parlamentarischen Staatssekretäre Enak Ferlemann und Dorothee Bär (CSU) den Termin erneut auf März 2016. Mitte Januar 2016 aktualisierte das Ministerium den Ablaufplan auf seiner Homepage und nannte das zweite Halbjahr 2016 als Zeitraum für den Kabinettsbeschluss. Nach der Ressortabstimmung Ende Juli 2016 hat das Bundeskabinett den Plan am 3. August 2016 beschlossen.

### Ausbaugesetze
Ende 2016 traten die im gesetzgeberischen Verfahren novellierten Ausbaugesetze – das Bundesschienenwegeausbaugesetz und Fernstraßenausbaugesetz – sowie das neu geschaffene Bundeswasserstraßenausbaugesetz in Kraft. Diese Gesetze bilden mit ihren Bedarfsplänen, die alle fünf Jahre zu überprüfen und ggf. anzupassen sind, die Grundlage für die anschließenden Maßnahmen zum Erhalt, Ausbau und Neubau der Verkehrswege in der Baulast des Bundes.
Die Entwürfe dazu waren parallel zum Kabinettsentwurf des Bundesverkehrswegeplans erarbeitet worden. Ende September 2015 teilte Enak Ferlemann, der parlamentarische Staatssekretär im Bundesverkehrsministerium, mit, dass dies im Frühjahr 2016 geschehen soll. Zwei Monate später verkündete er zusammen mit seiner Staatssekretärskollegin Dorothee Bär, dass die Ausbaugesetze mit den Bedarfsplänen bis Dezember 2016 folgen werden.
In der 190. Sitzung des Bundestages am Donnerstag, den 22. September 2016, wurden unter anderem folgende Gesetzesentwürfe in erster Lesung beraten und damit das parlamentarische Verfahren eröffnet
- Sechstes Gesetz zur Änderung des Fernstraßenausbaugesetzes[59]
- Drittes Gesetz zur Änderung des Bundesschienenwegeausbaugesetzes[60]
- Gesetz über den Ausbau der Bundeswasserstraßen und zur Änderung des Bundeswasserstraßengesetzes[61]

Anschließend beschäftigte sich der Verkehrsausschuss damit. In seiner abschließenden Sitzung am 30. November 2016 verabschiedete er die Gesetzesvorlagen in den durch den Ausschuss geänderten Fassungen. Am 23. November 2016 begannen die abschließenden Beratungen im Verkehrsausschuss des Deutschen Bundestages. Die Regierungskoalition brachte dabei Änderungsvorschläge im Umfang von 1,4 Milliarden Euro ein, die Grünen 175 Änderungsanträge. Das parlamentarische Verfahren im Deutschen Bundestag wurde am 2. Dezember 2016 mit der Verabschiedung der Ausbaugesetze in 2./3. Lesung abgeschlossen. Der Bundesrat hat am 16. Dezember 2016 in seiner 952. Sitzung den drei Ausbaugesetzen für die Bundesschienenwege, Bundesfernstraßen und Bundeswasserstraßen zugestimmt. Einen Tag nach der Veröffentlichung im Bundesgesetzblatt Jahrgang 2016 Teil I Nr. 65 vom 28. Dezember (Schiene, Wasserstraßen) bzw. Nr. 67 vom 30. Dezember 2016 (Fernstraßen) traten diese Gesetze in Kraft.
Die Bedarfspläne werden in Abständen von fünf Jahren dahingehend überprüft, ob Anpassungen an die aktuelle Wirtschafts- und Verkehrsentwicklung notwendig sind. Das Parlament kann daraufhin eine Anpassung der Bedarfspläne beschließen oder die Bundesregierung gar einen neuen Bundesverkehrswegeplan aufstellen.

### Deutschlandtakt
Das Bundesverkehrsministerium beauftragte im April 2016 unter dem Titel Fahrplan 2030plus die Entwicklung eines Integralen Taktfahrplans für Deutschland. Auf der Grundlage des Zielnetzes 2030 sollten dabei auch weitere Maßnahmen ausgewählt werden, um möglichst günstige Fahrplanlagen zu erreichen. Während der Auftaktveranstaltung des Zukunftsbündnis Schiene aus Politik, Wirtschaft und Verbänden am 9. Oktober 2018 präsentierte Bundesverkehrsminister Scheuer den ersten Gutachterentwurf für einen Zielfahrplan des Deutschland-Takts. Ende Juni 2020 wurde der dritte Gutachterentwurf vorgestellt.
Die daraus zur Aufnahme in den Bundesverkehrswegeplan 2030 abgeleiteten 181 Infrastrukturmaßnahmen, mit einem Gesamtumfang von 48 Milliarden Euro, stiegen nach einer im August 2021 vorgelegten tragfähigen gesamtwirtschaftlichen Bewertung (Nutz-Kosten-Faktor von 1,4) in den „vordringlichen Bedarf“ des Bundesverkehrswegeplans auf.

### Bedarfsplanüberprüfung
Bis 2023 war eine Bedarfsplanüberprüfung vorgesehen. Die Verkehrsprognose sollte dabei auf einen Bezugsfall für das Jahr 2017 und einen Analysefall für das Jahr 2035 fortgeschrieben werden.

## Vorhandene Infrastruktur
Zum 1. Januar 2014 hatte das Bundesfernstraßennetz eine Länge von 52.306 km. Damit betrug dessen Anteil 22,7 % an den Straßen des überörtlichen Verkehrs, zu denen auch die Landes- bzw. Staatsstraßen und die Kreisstraßen zählen. Die Gesamtlänge des Eisenbahnnetzes betrug 37.860 km im Jahr 2013. Das Bundeswasserstraßennetz umfasste 2014 eine Gesamtlänge von 7.700 km.
| Bundesland             | Bundesautobahnen in km | Bundesstraßen in km | Eisenbahnstreckennetz in km |
| ---------------------- | ---------------------- | ------------------- | --------------------------- |
| Baden-Württemberg      | 1054                   | 4369                | 4105                        |
| Bayern                 | 2515                   | 6525                | 6308                        |
| Berlin                 | 77                     | 169                 | 580                         |
| Brandenburg            | 794                    | 2787                | 2739                        |
| Bremen                 | 75                     | 41                  | 164                         |
| Hamburg                | 81                     | 123                 | 350                         |
| Hessen                 | 975                    | 3021                | 2573                        |
| Mecklenburg-Vorpommern | 554                    | 1992                | 1671                        |
| Niedersachsen          | 1434                   | 4763                | 4100                        |
| Nordrhein-Westfalen    | 2216                   | 4654                | 5373                        |
| Rheinland-Pfalz        | 877                    | 2930                | 2057                        |
| Saarland               | 240                    | 336                 | 370                         |
| Sachsen                | 567                    | 2368                | 2409                        |
| Sachsen-Anhalt         | 411                    | 2142                | 2190                        |
| Schleswig-Holstein     | 536                    | 1556                | 1278                        |
| Thüringen              | 511                    | 1613                | 1594                        |
| Deutschland insgesamt  | 12.917                 | 39.389              | 37.860                      |

## Finanzierung
Nach Verabschiedung der Ausbaugesetze und seiner Bedarfspläne, werden vom Parlament im Rahmen der mittelfristigen Finanzplanung sowie vom Verkehrsministerium mittels Investitionsrahmenplänen, die einen Zeitraum von fünf Jahren abdecken, die zur Verfügung stehenden Finanzmittel priorisiert und konkreten Einzelprojekten aus den Bedarfsplänen gewidmet. Auf jährlicher Basis wird anschließend die Bereitstellung jeweils eines Teils dieser Mittel vom Parlament mit dem Haushaltsplan verabschiedet und vom Verkehrsministerium in die Bauplanung aufgenommen. Die in der jährlichen Bauplanung enthaltenen Projekte können dann umgesetzt werden.
Der erste Investitionsrahmenplan deckt den Zeitraum von 2016 bis 2020 ab. Zwar waren zum 18. August 2017 die Arbeiten daran aufgenommen, aber ein Datum für dessen Vorlage konnte nicht benannt werden.
Die während des Geltungszeitraums des BVWP 2030 verfügbaren Investitionsmittel sollten (Stand März 2014) wie folgt verteilt werden:
- Vorrang haben Erhaltungsmaßnahmen.
- Anschließend erfolgt eine Aufteilung auf die verschiedenen Verkehrswege (Straße, Schiene, Wasserstraßen).
- Dann werden die Finanzmittel für laufende Vorhaben abgezogen.
- Nun erfolgt die Aufteilung auf VB+ und VB.

Bei den Bundesfernstraßen sollten 70 % für Bundesautobahnen und autobahnähnliche Straßen und 30 % für Bundesstraßen geplant werden.

### Finanzvolumen der Projektlisten
| Bundesland             | Volumen (Mrd. Euro) |
| ---------------------- | ------------------- |
| Nordrhein-Westfalen    | 7,9                 |
| Bayern                 | 7,8                 |
| Baden-Württemberg      | 7,5                 |
| Niedersachsen          | 7,0                 |
| Hessen                 | 5,5                 |
| Schleswig-Holstein     | 2,4                 |
| Rheinland-Pfalz        | 2,0                 |
| Sachsen-Anhalt         | 2,0                 |
| Hamburg                | 1,8                 |
| Brandenburg            | 1,4                 |
| Thüringen              | 1,4                 |
| Sachsen                | 1,0                 |
| Berlin                 | 0,8                 |
| Bremen                 | 0,5                 |
| Mecklenburg-Vorpommern | 0,4                 |
| Saarland               | 0,1                 |
| Gesamt                 | 49,5                |

Zum Bundesverkehrswegeplan wurden Straßenbauprojekte mit einem Finanzvolumen von 114 Milliarden Euro angemeldet. Darin sind 25 Milliarden für Erhaltungsmaßnahmen enthalten. Für die Wasserstraßen lag bis Februar 2015 ein noch nicht geprüftes Projektvolumen von zehn Milliarden Euro vor.
Der Entwurf des BVWP 2030 von März 2016 sah ein Gesamtvolumen von 264,5 Milliarden Euro vor, 91 Milliarden Euro mehr als im Bundesverkehrswegeplan 2003. Der finale Bundesverkehrswegeplan 2030 sah vor, zwischen 2016 und 2030 insgesamt 226,7 Mrd. Euro zu investieren. Zusammen mit Ausgaben von 42,8 Mrd. Euro, die erst nach 2030 vorgesehen waren, hat der BVWP 2030 ein Investitionsvolumen von 269,6 Mrd. €. Davon entfallen auf Bundesfernstraßen 132,8 Mrd. Euro (49,3 %), auf Bundesschienenwege 112,3 Mrd. Euro (41,6 %) und auf Bundeswasserstraßen 24,5 Mrd. Euro (9,1 %). 69 % des Gesamtvolumens sollen für die Erhaltung und Erneuerung der Verkehrswege eingesetzt werden. Zuvor war von 65 Prozent die Rede. Beim Bundesverkehrswegeplan 2003 waren dies noch 56 Prozent. Die größten Summen sollten Stand März 2016 auf Nordrhein-Westfalen (12,95 Milliarden Euro entsprechend 19,2 Prozent), Bayern (11,38 Milliarden Euro) und Baden-Württemberg (9,28 Milliarden Euro) entfallen.
Die noch zu finanzierenden Gesamtkosten für die Vorhaben des Vordringlichen Bedarfs des Bedarfsplans Schiene (einschließlich der aufgestiegenen Vorhaben des Potenziellen Bedarfs) beliefen sich im Jahr 2019 auf rund 70 Mrd. Euro (ohne Nominalisierung). Für die Realisierung der in den Vordringlichen Bedarf des Bedarfsplans für die Bundesfernstraßen eingestuften Projekte (einschließlich der laufenden und fest disponierten Vorhaben) sind im Geltungszeitraum des Bedarfsplans Kosten in Höhe von rund 70 Mrd. Euro angesetzt.

### Verfügbare Finanzmittel
2013 flossen 2,5 Mrd. Euro in den Erhalt der Fernstraßen. Bis 2018 soll dieser Betrag auf rund 3,9 Mrd. Euro steigen. Insgesamt sind für den Aus- und Neubau von Bundesfernstraßen Investitionen von 49,5 Milliarden Euro vorgesehen. Inwieweit diese Mittel ausreichen werden, um alle im Referentenentwurf genannten Projekte des laufenden und festdisponierten sowie des vordringlichen Bedarfs zu finanzieren bleibt abzuwarten, denn für Bayern z. B. ist ein Investitionsbedarf von 11,4 Milliarden Euro (im Einzelnen 4,9 Milliarden Euro bzw. 6,5 Milliarden Euro) angesetzt. Zur Verfügung stehen aber gemäß Verteilschlüssel nur 7,8 Milliarden Euro; 62,4 Prozent davon entfallen auf laufende und fest disponierte Projekte.
Im Juli 2015 waren im Bereich Straße 72 Projektfreigaben in Höhe von 2,679 Mrd. Euro erteilt worden. Bei einem großen Teil dieser Projekte handelt es sich um Projektanmeldungen zum BVWP 2015, was einer Vorfestlegung hinsichtlich der in den vordringlichen Bedarf einzustufenden laufenden Projekte gleichkommt. Gemäß BMVI werden für die Abwicklung der noch laufenden Straßenbauvorhaben während der Laufzeit des neuen Bundesverkehrswegeplanes 15,6 Milliarden Euro haushaltswirksam. Hierzu kommen noch zirka 12 Milliarden Euro für als laufend bezeichnete Schienbauprojekte. Damit sind bereits Finanzmittel in Höhe von 27 Milliarden Euro des BVWP 2030 für die Abfinanzierung der Bezugsfälle aus vorherigen Plänen gebunden. Das Finanzvolumen der bereits angefangenen Projekte sowie der Projekte aus der Kategorie Vordringlicher Bedarf (VB) umfasst 124,9 Milliarden Euro.
Speziell für die Sanierung von Fernstraßenbrücken wurde 2015 ein Sonderprogramm mit einem Volumen von 1 Mrd. Euro gestartet. Mit dem Bundeshaushalt 2016 soll dieses auf 2 Mrd. Euro ausgeweitet werden. Damit soll nach den Worten von Minister Dobrindt jede Brückensanierung, die Baurecht erhält, über das Brückenmodernisierungsprogramm finanziert werden.
| Verkehrsträger    | Ausgaben  | Ausgaben  | Anteil Investitionen | Anteil Investitionen | Anteil Investitionen | Anteil Investitionen | Anteil Investitionen |
| Verkehrsträger    | 2015      | 2016      | 2015                 | 2016                 | 2017 Plan            | 2018 Plan            | 2019 Plan            |
| ----------------- | --------- | --------- | -------------------- | -------------------- | -------------------- | -------------------- | -------------------- |
| Bundesfernstraßen | 7,24 7,23 | 7,97 7,97 | 5,09                 | 5,71                 | 6,53                 | 6,63                 | 5,57                 |
| Schiene           | 4,69 4,60 | 4,72 4,64 | ?                    | 4,64                 | 5,05                 | 5,61                 | 5,48                 |
| Wasserstraßen     | ? 2,08    | ? 2,09    | ?                    | 1,95                 | 1,06                 | 0,98                 | 0,96                 |
| Gesamt            | ? 13,91   | ? 14,7    | ?                    | 12,3                 | 12,82                | 13,39                | 12,71                |

Die Mittel des Bundeshaushalts für die Umsetzung von Projekten des Bedarfsplans Schiene entwickelten sich seit 2018 wie folgt:
|                            | 2018 | 2019 | 2020 | 2021 | 2022 | 2023   | 2024 |
| -------------------------- | ---- | ---- | ---- | ---- | ---- | ------ | ---- |
| Haushalts-Soll (in Mio. €) | 1591 | 1638 | 1501 | 1562 | 1900 | 2000   | 1682 |
| Ausgabereste (in Mio. €)   | 0554 | 0615 | 0723 | 0840 | 0357 | 0467   |      |
| Mittelabruf (in Mio. €)    | 1530 | 1529 | 1385 | 2045 | 1790 | 1860 1 |      |

### ÖPP-Projekte
Da für Neubau-, Erhaltungs- und Betriebsmaßnahmen die Mittel aus dem Bundeshaushalt allein nicht ausreichen, hat Minister Dobrindt im Sommer 2015 ein neues Programm für sogenannte ÖPP-Projekte gestartet, welches nach dem Modell von „Public-private-Partnership“ (PPP) ein Gesamtvolumen von 15 Mrd. Euro umfasst. Seit 2005 wurden in Deutschland im Rahmen von ÖPP-Projekten in zwei Staffeln mehrere sogenannte Privatautobahnen umgesetzt oder sind derzeit im Umsetzung. Seit 2015 läuft die Ausschreibung/Vergabe der dritten Staffel.
Für solche Projekte trägt bereits die 2003 gegründete Verkehrsinfrastrukturfinanzierungsgesellschaft (VIFG) mit Gebühreneinnahmen aus der Benutzung von Bundesautobahnen und Bundesstraßen (Lkw-Maut) und zur Finanzierung von Neubau, Ausbau, Erhalt, Betrieb und Unterhaltung bei. Seit dem 1. Januar 2011 werden alle Einnahmen aus der Lkw-Maut für den Verkehrsträger Straße und die Nutzer der Straße verwendet. Zum 1. Januar 2016 hat die VIFG auch den Zahlungsverkehr der über den Bundeshaushalt für die Bundesfernstraßen bereitgestellten Mittel übernommen.
| Bundesland             | Betrag gesamt in Mio. € | davon Bedarfsplan in Mio. € | davon Erhaltung in Mio. € |
| ---------------------- | ----------------------- | --------------------------- | ------------------------- |
| Baden-Württemberg      | 537                     | 500                         | 37                        |
| Bayern                 | 621                     | 425                         | 196                       |
| Brandenburg            | 18                      | 12                          | 6                         |
| Hamburg                | 181                     | 90                          | 91                        |
| Hessen                 | 390                     | 390                         | 0                         |
| Mecklenburg-Vorpommern | 97                      | 97                          | 0                         |
| Niedersachsen          | 173                     | 173                         | 0                         |
| Nordrhein-Westfalen    | 128                     | 128                         | 0                         |
| Rheinland-Pfalz        | 293                     | 192                         | 101                       |
| Sachsen                | 14                      | 14                          | 0                         |
| Sachsen-Anhalt         | 115                     | 115                         | 0                         |
| Schleswig-Holstein     | 70                      | 19                          | 51                        |
| Thüringen              | 42                      | 42                          | 0                         |
| Gesamt                 | 2.679                   | 2.197                       | 482                       |

### Baufreigaben

#### Baden-Württemberg
Im Juli 2015 erteilte das Bundesministerium für Verkehr und digitale Infrastruktur Baufreigaben in Höhe von 537 Millionen Euro für Bundesfernstraßenprojekte in Baden-Württemberg für den Realisierungszeitraum 2016–2018. Baden-Württemberg erhielt damit nach Bayern den zweithöchsten Betrag an Bundesmitteln. Knapp die Hälfte der Projekte sollen noch zum Jahreswechsel 2015/2016 begonnen werden. Die Baufreigaben decken sich zum einen mit der Priorisierungsliste (15 der angemeldeten 16 Projekte), die Baden-Württemberg 2012 beim Bund eingereicht hatte, es wurden aber auch weitere Projekte damit bedacht. Die größten Beträge entfielen dabei auf:
- den sechsstreifigen Ausbau der Autobahn A 8 zwischen den Anschlussstellen Pforzheim Nord und Süd – 147 Millionen Euro – sowie
- den Bau einer Ortsumfahrung Winden im Elztal (Kreis Emmendingen) – 68 Millionen Euro.[93]

#### Bayern
Am 31. Juli 2014 gab das Bayerische Staatsministerium des Innern, für Bau und Verkehr die Baufreigabe für diverse Projekte entlang der Autobahnen A 3 und A 6 sowie im Bereich der Bundesstraße B 2 (Ortsumgehung Dettenheim), B 2n, B 15n (Abschnitt Ergoldsbach–Essenbach A 92), B 85 und B 300 bekannt. Ein Jahr später am 20. Juli 2015 informierte Bayerns Innenminister Joachim Herrmann über eine weitere Baufreigabe für diverse Projekte entlang der Autobahnen A 3, A 6, A 73, A 96 und A 99 sowie im Bereich Bundesstraßen B 15 (Westtangente Rosenheim), B 25, B 85, B 173, B 289 und B 301. Beide Verkehrsfreigaben zusammen haben ein Finanzvolumen von etwas mehr als 1,1 Milliarden Euro und werden mehrheitlich haushaltswirksam im Geltungszeitraum des BVWP 2030, womit sich bereits eine Vorfestlegung hinsichtlich der in den vordringlichen Bedarf einzustufenden laufenden Projekte ergibt.
Hierzu kommen voraussichtlich noch 400 Millionen Euro für die Sanierung der A 92, die 2017 mit einem ersten Abschnitt zwischen den Anschlussstellen Erding und Moosburg-Süd begann.

## Kritik

### Stellungnahmen von Behörden
| Projekt                                                 | Streckenabschnitt                                       | BVWP 2030 in Mio. €                                     | aktuelle Projektkosten in Mio. €                        |
| Projekte aus dem laufenden und fest disponierten Bedarf | Projekte aus dem laufenden und fest disponierten Bedarf | Projekte aus dem laufenden und fest disponierten Bedarf | Projekte aus dem laufenden und fest disponierten Bedarf |
| ------------------------------------------------------- | ------------------------------------------------------- | ------------------------------------------------------- | ------------------------------------------------------- |
| BY, A 6                                                 | AS Schwabach-W bis AS Roth                              | 110,9                                                   | 140                                                     |
| BY, A 94                                                | AS Malching bis Kirchham                                | 81,0                                                    | 119                                                     |
| BY, B 15                                                | Westtangente Rosenheim (1.–4. BA)                       | 78,9                                                    | 85                                                      |
| BY, B 15n                                               | Ergoldsbach bis Essenbach A 92                          | 151,6                                                   | 182,41                                                  |
| BY, B 173                                               | OU Zeyern                                               | 12,1                                                    | 15,4                                                    |
| BY, B 301                                               | N-OU Freising                                           | 25,2                                                    | 26                                                      |
| Gesamt                                                  |                                                         | 459,7                                                   | 567,81                                                  |
| Projekte aus dem weiteren Bedarf                        |                                                         |                                                         |                                                         |
| BY, B 15n                                               | südlich Landshut bis Rosenheim                          | 250                                                     | 429,8                                                   |

Der Bundesrechnungshof bewertete die Kostenschätzungen im Referentenentwurf des BVWP 2030 als intransparent und wenig plausibel. Er kritisiert, dass das Nutzen-Kosten-Verhältnis der Projekte nicht verlässlicher sei als bei früheren Planungen. Zudem sei keine bessere Vergleichbarkeit der Projekte gegeben. Er fordert deshalb, dass „vor allem die Planungen für den Ausbau von Autobahnen und Bundesstraßen noch einmal komplett auf Plausibilität überprüft werden“, denn das Ministerium habe „gutachterlich ermittelte Kostenuntergrenzen für die Gesamtkosten von Projekten willkürlich gesenkt und so dafür gesorgt, dass Projekte als plausibel eingestuft wurden“. Daher sollte auch „zügig ein Kostenmanagementsystem aufgebaut werden, um nachvollziehbarere Vergleichskosten ermitteln zu können. Den Ländern sollten detailliertere Regeln zur Kostenermittlung vorgegeben werden“. In einer ersten Stellungnahme lehnte das Verkehrsministerium eine Neubewertung der Projekte ab.
Das Umweltbundesamt (UBA) kritisierte den BVWP 2030 in einer für eine nachgeordnete Behörde ungewöhnlich deutlichen Form. Der Entwurf verfehle elf der zwölf im eigenen Umweltbericht gesetzten Ziele. UBA-Präsidentin Maria Krautzberger erklärte, damit sei Deutschland „von einer integrierten, verkehrsmittelübergreifenden Mobilitätsstrategie mit anspruchsvollen Umweltzielen weit entfernt“. Der Entwurf müsse „dringend überarbeitet werden“. Das UBA schlägt vor, mindestens 60 Prozent der Finanzmittel des Bundesverkehrswegeplans in die Schiene zu investieren statt wie vorgesehen nur 42 Prozent. Weil die Mittel zum größten Teil in den Neubau und Ausbau von Straßen flössen, „zementiert der Entwurf weitgehend die nicht nachhaltige Verkehrspolitik der vergangenen Jahre“.

### Stellungnahmen von Verbänden
Die zahlreichen Anmeldungen für Straßenbauprojekte stießen auf heftige Kritik von Umweltverbänden. Der Bund für Umwelt und Naturschutz Deutschland (BUND) bezeichnete die angemeldeten Neu- bzw. Ausbaumaßnahmen von insgesamt 1.600 Autobahnabschnitten und Bundesstraßen als „realitätsferne, unfinanzierbare und umweltzerstörerische Wunschlisten“. Für den Verkehrssektor gebe es keine politische Strategie zur Minderung der Treibhausgase, seit dem Referenzjahr 1990 seien die Emissionen sogar angestiegen, von 2012 bis 2015 um zehn Millionen Tonnen. Die Gesamtplanwirkung sei nicht berechnet worden und entsprechend einer Beurteilung des BUND von 2016 nicht konform mit den Zielen des Pariser Klimavertrages oder dem Klimaschutzplan der Bundesregierung, ähnliches gelte für Flächenverbrauch, Feinstaub und Stickstoffdioxid. Die Verlagerung von Investitionen und Verkehr auf die Schiene wurden angemahnt um Zielkonformität herzustellen.
Der Hauptverband der Deutschen Bauindustrie (HDB) begrüßte die im Juli 2015 erteilten Baufreigaben für 27 Projekte und damit die entsprechende Bereitstellung von Haushaltsmitteln über 2,7 Milliarden Euro. Er drängte aber zur Umstellung der Bundesfernstraßenfinanzierung, um den Ausgabenrahmen auf über acht Milliarden Euro steigern zu können. Er kritisierte die unzureichende Personalausstattung in den Behörden. Daher solle „das Know-how der Bauunternehmen in der Ausführungsplanung“ genutzt werden.
In einer gemeinsamen Pressemitteilung vom 31. März 2016 kritisierten die Umweltverbände BUND, Naturschutzbund Deutschland (NABU), Verkehrsclub Deutschland (VCD) und der Umweltdachverband Deutscher Naturschutzring (DNR) den Entwurf des Bundesverkehrswegeplans 2030 und dessen Umweltbericht als grundlegend überarbeitungsbedürftig und forderten einen Stopp der Öffentlichkeitsbeteiligung, da die gesetzlichen Voraussetzungen hierfür nicht erfüllt seien. Der Entwurf des Bundesverkehrswegeplans erlaube nach Aussage der Verbände keine Bewertung der positiven und negativen Auswirkungen des BVWP und prüfe Alternativen zum Straßenbau nur unzureichend.
Am 26. August 2016 legte eine Anwaltskanzlei im Auftrag des BUND Beschwerde bei der EU-Kommission ein. Seit 1971 habe es keinen Fernstraßenplan gegeben, der derart dreist sämtliche Umweltziele ignoriere, so der BUND.
Ein alternativer Ansatz zur derzeitigen Priorisierung der Verkehrsträger im BVWP ist das Konzept einer ökologischen Verkehrswende. Das Umweltbundesamt und verschiedene Umweltverbände setzen sich dafür ein und schlagen insbesondere Vermeidungs-, Verminderungs- und Verbesserungsmaßnahmen vor.
Die Allianz pro Schiene kritisierte 2022, dass bei den derzeit bereitgestellten Mitteln die priorisierten Eisenbahnprojekte des Bundesverkehrswegeplans 2030 erst 2071 fertig würden. Bis 2030 nötig seien Investitionen von 12,2 Milliarden Euro pro Jahr.

### Stellungnahmen aus der Politik
Valerie Wilms (Bündnis 90/Die Grünen), Obfrau im Ausschuss für Verkehr und digitale Infrastruktur, äußerte im Dezember 2015 Zweifel daran, ob nach den vielen begonnenen Projekten der letzten Zeit noch ausreichend Mittel für den Bundesverkehrswegeplan 2015 übrig bleiben werden. Nach ihrer Einschätzung sei der Minister überfordert. Dies zeige sich auch an den Verzögerungen.
Umweltministerin Barbara Hendricks (SPD) kritisierte, dass der Entwurf des BVWP 2030 vorgestellt wurde, ohne dass zuvor eine Abstimmung zwischen den Ministerien erfolgt sei.

### Wissenschaftliche Diskussion
Im Bundesverkehrswegeplan 2030 werden Investitionen in die Verkehrsinfrastruktur vor allem nach den Ergebnissen der Kosten-Nutzen-Analyse priorisiert. Darin werden einige Umweltauswirkungen, wie Lärm, Luftschadstoffe und CO2-Belastungen, erfasst; die Folgen für Natur und Landschaft allerdings nicht. In der Konsequenz werden dadurch „Vorhaben mit hohen negativen Umweltfolgen […] systematisch profitabler ausgewiesen, als sie es volkswirtschaftlich sind“.
In einer Studie zur Weservertiefung weisen Nils Droste und Jasper Meya nach, dass eine Berücksichtigung von Umweltauswirkungen die Ergebnisse der Kosten-Nutzen-Rechnung und damit die Priorisierung von Verkehrsinvestitionen im Bundesverkehrswegeplan 2030 erheblich verändern würde. Im Bundesverkehrswegeplan 2030 hat die Vertiefung der Unterweser mit 31,6 zu 1 das beste Nutzen-Kosten-Verhältnis aller Verkehrsprojekte. Werden nur wenige negative Auswirkungen auf die Funktionsfähigkeit des Ökosystems berücksichtigt, sinkt das Nutzen-Kosten-Verhältnis des Vorhabens bereits an die Schwelle der Profitabilität.